# Oyarzun
Oyarzun (oficialmente en euskera: Oiartzun) es un municipio y localidad española de la provincia de Guipúzcoa, en la comunidad autónoma del País Vasco. Situado en la parte oriental de la comarca de San Sebastián, limita con los municipios guipuzcoanos de Irún, Lezo y Rentería y con los municipios navarros de Goizueta y Lesaca. Cuenta con una población de 10 378 habitantes (INE 2024).

## Toponimia
El nombre del pueblo pasa de ser Oyarzun a Oiartzun, proveniente del euskera. Fue adoptado oficialmente por el municipio en 1990 y recogido por el Boletín Oficial del Estado en 1996.
Se cree que el nombre de Oyarzun deriva del de Oiasso (también Oiasona, Oeaso u Oiarso según las fuentes); un núcleo de población que se remonta a la época romana y que se ubicaba en el moderno Irún. Aunque el núcleo urbano de Oiasso no se encontrara en el territorio del moderno Oyarzun, sí que existieron en su solar minas romanas, las minas de Arditurri. Se ubican en la zona de Peñas de Aya y el valle de Oyarzun formaba parte del área de influencia de dicha ciudad.
Posteriormente ese nombre iría evolucionando, en la Edad Media era conocido como Oiarso y ya posteriormente aparecería escrito como Oyarzun. Esta evolución se debió quizás al parecido existente entre el nombre del valle y la palabra vasca oihartzun que significa eco y que derivaría finalmente en homofonía entre ambas palabras.
El gentilicio de sus habitantes es oyarsonense, u oyarzuarra del euskera que deriva del nombre del pueblo y del sufijo -(t)ar, utilizado en vasco para los gentilicios. Es común para ambos sexos.

## Historia
La Cueva de Torre es un yacimiento arqueológico descubierto en 1966 en el barrio de Ugaldetxo, cerca del caserío Torre del que toma su nombre. Se trata de una pequeña cavidad en la que se han hallado, junto con restos de animales (renos), una punta de la Gravette datada en el periodo gravetiense, un fragmento de pieza de retoque del solutrense y un hueso grabado con diversas figuras de animales, una figura antropomorfa y signos abstractos, que está datada en el magdaleniense. Se cree que esta cueva fue utilizada como refugio temporal de caza durante un largo periodo del Paleolítico Superior por grupos humanos que tendrían posiblemente su refugio permanente en las cercanas Cuevas de Aitzbitarte de Rentería.
De un periodo posterior proviene la abundante cantidad de harrespilak o baratzak, que son pequeños crómlechs típicos de la zona pirenaica y que se asocian a las culturas pastoriles neolíticas antecesoras de los vascones. En total hay cuarenta y cuatro de estos pequeños cromlechs censados en el término municipal de Oyarzun agrupados en ocho estaciones megalíticas.
A la llegada de los romanos el valle de Oyarzun estaba ubicado dentro del territorio de la tribu de los vascones. Los romanos explotaron en el valle las minas de Arditurri en Peñas de Aya, en las que quedan numerosas evidencias de la presencia romana. Esta explotación minera pertenecía al distrito minero de Oiasso cuyo puerto, uno de los más importantes del llamado Mare Externum, era utilizado para el transporte de su producción.
Tras el levantamiento del conde de Salvatierra en 1520, durante la Guerra de las Comunidades, Oyarzun se situó en el bando comunero, venciendo el ejército realista la resistencia de Oyarzun y de otras localidades comuneras vascas tras la derrota del ejército del conde de Salvatierra, Pedro López de Ayala, en la batalla de Miñano Mayor el 19 de abril de 1521.

## Geografía
Integrado en la comarca de Donostialdea, se sitúa a 12 kilómetros de la capital provincial. El término municipal está atravesado por varias carreteras: 
- AP-8: la autopista de peaje que une Bilbao con Irún pasa por la zona norte del término municipal. Es la principal vía de comunicación rápida para a salir y entrar de Oyarzun.
- GI-636, denominada anteriormente como N-I (pK 469 y 470): discurre paralela a la AP-8. En este tramo la carretera está sin desdoblar, siendo carretera de doble sentido.
- GI-2132: Permite la comunicación con Astigarraga y Hernani.
- GI-2134: Permite la comunicación con Irún y Fuenterrabía.
- GI-3420: Conecta con la localidad navarra de Lesaca.
- GI-3631: Sale del barrio de Ugaldetxo, pasa por los barrios de Iturriotz, Altzibar y Karrika, llegando hasta Artikutza, una finca propiedad de San Sebastián y situada en territorio de Navarra.

El relieve del municipio es fundamentalmente montañoso, sobre todo al suroeste, donde se superan los 800 metros de altitud. El territorio está regado por el río Oyarzun y varios arroyos, además de por el río Añarbe al sur, afluente del Urumea, que hace de límite con Navarra. Parte del territorio está incluido en el parque natural de las Peñas de Aya. La altitud oscila entre los 832 metros al suroeste (Aiako Arria) y los 20 metros cerca de la desembocadura del río Oyarzun en Rentería. El pueblo se alza a 82 metros sobre el nivel del mar. 
| Noroeste: Rentería y Lezo               | Norte: Lezo             | Nordeste: Irún                |
| Oeste: Rentería                         |                         | Este: Irún y Lesaca (Navarra) |
| Suroeste: Rentería y Goizueta (Navarra) | Sur: Goizueta (Navarra) | Sureste: Lesaca (Navarra)     |

### Barrios
El municipio presenta un poblamiento bastante disperso, formado por diferentes barrios que se desparraman por el valle de Oyarzun. El núcleo urbano principal y donde se ubica la capital del municipio es Elizalde (Barrio de la Iglesia). Los 8 barrios tradicionales de Oyarzun son: Alzibar, Arragua, Elizalde (Iglesia), Ergoien, Gurutze (La Cruz), Iturrioz, Karrika y Ugaldetxo.

## Administración y política
| Periodo   | Nombre                    | Partido | Partido                                                      |
| --------- | ------------------------- | ------- | ------------------------------------------------------------ |
| 1979-1987 | Inaxio Irigoien Mitxelena |         | Euzko Alderdi Jeltzalea-Partido Nacionalista Vasco (EAJ-PNV) |
| 1987-1999 | Juan Iñarra Agirrezabala  |         | Herri Batasuna (HB)                                          |
| 1999-2003 | Xabier Iragorri Gamio     |         | Euskal Herritarrok (EH)                                      |
| 2003-2007 | Martin Beramendi Brit     |         | Eusko Alkartasuna (EA)                                       |
| 2007-2011 | Aitor Etxeberria Txurio   |         | Eusko Abertzale Ekintza-Acción Nacionalista Vasca (EAE-ANV)  |
| 2011-2015 | Aiora Pérez de San Román  |         | Bildu                                                        |
| 2015-2023 | Jexux Leonet Elizegi      |         | Euskal Herria Bildu (EH Bildu)                               |
| 2023-act. | Joana Mendiboure Garaiar  |         | Euskal Herria Bildu (EH Bildu)                               |

| Partido político | Partido político                                              | 2023   | 2019   | 2015   | 2011   | 2007   | 2003        | 1999   | 1995   | 1991   | 1987   | 1983   | 1979   |
| Partido político | Partido político                                              | Ediles | Ediles | Ediles | Ediles | Ediles | Ediles      | Ediles | Ediles | Ediles | Ediles | Ediles | Ediles |
|                  | Euskal Herria Bildu (EH Bildu)-Bildu                          | 13     | 12     | 9      | 2      | —      | —           | —      | —      | —      | —      | —      | —      |
|                  | Euzko Alderdi Jeltzalea-Partido Nacionalista Vasco (EAJ-PNV)  | 4      | 5      | 4      | 2      | —      | 4           | 5      | 2      | 2      | 1      | 7      | 6      |
|                  | Partido Socialista de Euskadi-Euskadiko Ezkerra (PSE-EE PSOE) | 0      | 0      | 0      | 0      | 0      | 0           | 0      | 0      | 0      | 0      | 1      | 0      |
|                  | Partido Popular del País Vasco (PP)                           | 0      | 0      | 0      | 0      | 0      | 0           | 0      | 0      | —      | —      | —      | —      |
|                  | Hamaikabat (H1!)                                              | —      | —      | —      | 1      | —      | —           | —      | —      | —      | —      | —      | —      |
|                  | Aralar                                                        | —      | —      | —      | 0      | —      | —           | —      | —      | —      | —      | —      | —      |
|                  | Herri Batasuna (HB)-Euskal Herritarrok (EH)                   | —      | —      | —      | —      | —      | Ilegalizado | 8      | 7      | 7      | 6      | 5      | 6      |
|                  | Oiartzun Bai (OB)                                             | —      | —      | —      | —      | 5      | —           | —      | —      | —      | —      | —      | 1      |
|                  | Elkarrekin Podemos-Ezker Batua-Berdeak (EB-B)                 | 0      | —      | —      | —      | 1      | 2           | 0      | —      | —      | —      | —      | 0      |
|                  | Eusko Abertzale Ekintza-Acción Nacionalista Vasca (EAE-ANV)   | —      | —      | —      | —      | 7      | —           | —      | —      | —      | —      | —      | —      |
|                  | Eusko Alkartasuna (EA)                                        | —      | —      | —      | 10     | —      | 7           | —      | 4      | 3      | 5      | —      | —      |
|                  | Euskadiko Ezkerra (EE)                                        | PSE-EE | PSE-EE | PSE-EE | PSE-EE | PSE-EE | PSE-EE      | PSE-EE | PSE-EE | 1      | 1      | 0      | —      |

## Demografía
Oyarzun cuenta con una población de 10 378 habitantes (INE 2024).
| Gráfica de evolución demográfica de Oyarzun entre 1842 y 2021                                                       |
| |
| Población de derecho según los censos de población del INE Población de hecho según los censos de población del INE |

## Cultura
- Herri Musikaren Txokoa - Centro de la Música Popular: se trata de un centro dedicado a la documentación y estudio de la música popular vasca. Posee un pequeño museo con instrumentos expuestos.
- Luberri - Centro de Interpretación Geológica de Oyarzun: es un pequeño museo dedicado a la riqueza geológica del macizo de las Peñas de Aya.

### Patrimonio

#### Monumentos religiosos
- Parroquia de San Esteban: iglesia gótica del siglo XVI.
- Basílica de San Juan Bautista: actual sede de la Biblioteca Municipal.

#### Monumentos civiles
- Casa consistorial: construida en 1678.
- Casa-Torre Iturriotz.
- Cueva de Torre: Yacimiento arqueológico del Paleolítico Superior.
- Crómlechs de Kauso I y II, Arritxurrieta, Munere, Errenga, Arritxulangaña, Egiar y Oianleku.
- Minas de Arditurri: El complejo minero de Arditurri explotado desde época romana y asociado al puerto de Oiasso, aunque se estima que antes de la llegada de estos ya se explotaba el yacimiento. La explotación minera fue muy importante, como así lo atestiguan los restos de las obras de ingeniería existentes. Las minas estuvieron activas hasta el año 1984, por un periodo prácticamente ininterrumpido de 2500 años, en ellas se han obtenido plata, hierro, plomo, zinc, fluorita y blenda.[7]

### Gastronomía
Oyarzun posee una amplia oferta gastronómica, posee aproximadamente una treintena de establecimientos de restauración, entre restaurantes, asadores, merenderos, sidrerías y bares-restaurantes.

### Deporte
Oyarzun ha sido cuna de varios buenos ciclistas. Los más recordados son Miguel Mari Lasa, Vicente Iza, Xabier Perurena (gran ciclista y mejor persona) y Domingo Perurena. Los últimos ciclistas oyarzuarras profesionales han sido Gaizka Lasa e Iker Leonet, ambos retirados en el año 2008. En el pueblo existe un club cicloturista Oiartzungo Lartaun Zikloturistak Txirrindulari K.E.
El equipo de fútbol local es el Oiartzun KE. Fue fundado en 1976 y juega actualmente en la categoría División de Honor Regional, y militó desde 2013 hasta 2015 en Tercera División. Sin embargo su equipo de fútbol femenino es bastante famoso, ya que se ha proclamado en tres ocasiones Campeón de España (la última en 1991). Actualmente, desde 2015, milita en la Superliga femenina de fútbol. El Oiartzun KE gestiona un campo de hierba natural y un anexo de hierba artificial de titularidad municipal que se encuentran en el barrio de Ugaldetxo.
Las instalaciones deportivas municipales incluyen el polideportivo Elorsoro, el frontón Madalensoro y unas piscinas descubiertas. El Polideportivo Elorsoro, de titularidad municipal, tiene unas instalaciones bastante completas que incluyen dos piscinas convencionales; piscina de hidromasaje, un complejo termolúdico con baños, sauna, hidroterapia, etc; solárium; salas con tatamis para la práctica de artes marciales; sala de gimnasio; sala de spinning; salas de fisioterapia; pabellón multiusos para cancha de balonmano, baloncesto, voleibol o fútbol sala; rocódromo; gimnasio de musculación; pista de squash; sala de aerobic y campo de tenis.
Como dato curioso, Oyarzun fue escenario el 1 de mayo de 1977 de un récord del mundo de atletismo, cuando la atleta francesa Chantal Langlacé batió la plusmarca mundial de maratón en la Maratón de Oyarzun, una competición que se disputó entre 1976 y 1981
La familia oyarzuarra Berrondo Martínez produjo tres pelotaris profesionales que dieron que hablar en América, principalmente en México donde Manuel, Luis y Paco hicieron carrera deportiva profesional. Este último logró trascender en el Frontón México durante la década de 1930 y 1940 además de que triunfó en los frontones Boa Vista de Sao Paulo, en La Habana Cuba, Frontón Biscayne de Miami y en Shanghái. Salió de España a los catorce años para jugar en Brasil. Fue actor de teatro (Embrujamiento, 1933, de José López Pinillos) y cine (La Calandria, 1933) dirigido por Fernando de Fuentes. Se retiró de las canchas en 1948 siendo Campeón Nacional para dedicarse definitivamente a los negocios en su empresa Industrias Mabe que hoy tiene presencia en toda Latinoamérica. Considerado como uno de los dos mejores jugadores de todos los tiempos, es recordado como Berrondo II, «El Caballero de la Cancha».

### Fiestas
Las fiestas patronales se celebran por San Esteban, del 2 de agosto hasta el 6 del mismo mes.
Los diferentes barrios de Oyarzun celebran también sus propias fiestas:
- En mayo son las fiestas de Arragua
- San Antonio, 13 de junio en Ergoien
- San Pedro, 29 de junio en Altzibar
- Santiago, 25 de julio en Iturriotz
- Asunción de María, 15 de agosto en Karrika
- San Agustín, 28 de agosto en Gurutze
- San Miguel, 29 de septiembre en Ugaldetxo